# Кимболтон (Охајо)
Кимболтон (енгл. Kimbolton) насељено је место без административног статуса у америчкој савезној држави Охајо.

## Демографија
По попису из 2010. године број становника је 144, што је 46 (-24,2%) становника мање него 2000. године.
| Група             | 2000.       | 2010.       |
| Белци             | 174 (91,6%) | 141 (97,9%) |
| Афроамериканци    | 5 (2,6%)    | 0 (0,0%)    |
| Азијати           | 0 (0,0%)    | 0 (0,0%)    |
| Хиспаноамериканци | 0 (0,0%)    | 0 (0,0%)    |
| Укупно            | 190         | 144         |